# 利奥·戈特利布
利奥·戈特利布（英語：Leo Gottlieb，1920年11月28日—1972年8月16日），美国NBA联盟前职业篮球运动员。